# キリバット
キリバット（シンハラ語: කිරිබත්、英語: Kiribath）は、米から作られるスリランカの伝統的料理である。キリ (කිරි kiri) はスリランカのシンハラ語でミルクの、バット (ඛත් bath) は炊いた米の意味であり、キリバットとはその名の通りココナッツミルクで炊いた米の料理である。スリランカのもう一つの言語タミル語では、paacorと呼ぶ。キリバットの起源は定かではないが、現代のスリランカでは貧富に関わらずほぼ全ての家庭で食される伝統的な料理となっている。
キリバットは祭日やお祝い事に欠かせない料理である。毎月の月初めに朝食として食されるのに加え、4月のシンハラ人の新年の際には年が明けてから最初の食事としてキリバットが食される。

## 製法
キリバットのレシピは極めてシンプルである。基本的には、米を約15分間炊いた後ココナッツミルクを加え、水分が米に吸収されるまで再び炊飯を続けるだけである。炊飯中には塩も加える。しかしそれ以外にもゴマやカシューナッツを加えるなど、家庭ごとに様々な調理法のバリエーションがある。
キリバットは通常、赤たまねぎと香辛料を混ぜたルヌミリスと一緒に提供される。またジャガリー（ヤシ糖）やバナナとともに出されることもある。新年や特別なお祝い事の際は、同じく伝統的なお菓子であるキャウンやコキス、Athirasaと合わせて提供される。
皿に盛る際は、平たい皿を用い上面と側面の形を整えた上で、さらにひし形にカットを入れて提供するのが一般的である。